# Nenax
Nenax es un género con once especies de plantas fanerógamas perteneciente a la familia de las rubiáceas.
Es nativa del sur de África.

## Taxonomía
El género fue descrito por Joseph Gaertner y publicado en De Fructibus et Seminibus Plantarum. . . . 1: 165. 1788.

## Especies
- Nenax acerosa Gaertn. (1788).
- Nenax arenicola Puff (1986).
- Nenax cinerea (Thunb.) Puff (1986).
- Nenax coronata Puff (1986).
- Nenax divaricata Salter (1937).
- Nenax dregei L.Bolus (1915).
- Nenax elsieae Puff (1986).
- Nenax glabra (Cruse) Kuntze (1898).
- Nenax hirta (Cruse) Salter (1937).
- Nenax microphylla (Sond.) Salter (1937).
- Nenax namaquensis Puff (1986).